# Hot Beach
Hot Beach é um parque aquático localizado no município de Olímpia, no interior de São Paulo, Brasil. É o quarto parque aquático mais visitado na América Latina, com 914 mil visitantes em 2022.
Inaugurado em 28 de junho de 2017, contava, à época, com quinze atrações, entre elas piscinas de ondas, de correnteza, rio lento, tirolesa, toboáguas, praias artificiais e dois resorts. O investimento para sua construção foi de 500 milhões de reais. Em 2023, o Hot Beach inaugurou a maior área infantil em parque aquático da América do Sul, sendo totalmente inspirada no folclore brasileiro.
Ao lado do Thermas dos Laranjais, o Hot Beach movimenta o turismo por águas termais no município, que, em 2022, bateu recordes de visitantes ao receber 3,5 milhões de turistas, número superior aos 2,9 milhões de 2019, ano pré-pandemia da Covid.
Em 2022 foi inaugurado a vila guarani ele é projetado para ser um espaço de lazer e entretenimento, com foco em eventos e atividades temáticas, música ao vivo, apresentações culturais e momentos imersivos, tem atrações como uma roda gigante de 30 metros de altura carrossel,Em 2025 foi inaugurado mais atrações são trenzinho encantado, bate-bate, chapéu mexicano, fusquinhas, uma super piscina de bolinhas e muito mais.